# العلاقات الموزمبيقية النيوزيلندية
العلاقات الموزمبيقية النيوزيلندية هي العلاقات الثنائية التي تجمع بين موزمبيق ونيوزيلندا.

## مقارنة بين البلدين
هذه مقارنة عامة ومرجعية للدولتين:
| وجه المقارنة                                              | موزمبيق          | نيوزيلندا                                              |
| --------------------------------------------------------- | ---------------- | ------------------------------------------------------ |
| المساحة (كم2)                                             | 801.59 ألف       | 268.02 ألف                                             |
| عدد السكان (نسمة)                                         | 29.67 مليون      | 4.24 مليون                                             |
| الكثافة السكانية (ن./كم²)                                 | 37.01            | 15.82                                                  |
| العاصمة                                                   | مابوتو           | ويلينغتون، أوكلاند                                     |
| اللغة الرسمية                                             | اللغة البرتغالية | لغة إنجليزية، اللغة الماورية، لغة الإشارة النيوزيلندية |
| العملة                                                    | متكال موزمبيقي   | دولار نيوزيلندي، الجنيه النيوزيلندي                    |
| الناتج المحلي الإجمالي (بليون دولار)                      | 12.33 مليار      | 205.85 مليار                                           |
| الناتج المحلي الإجمالي (تعادل القوة الشرائية) بليون دولار | 33.35 مليار      |                                                        |
| الناتج المحلي الإجمالي الاسمي للفرد دولار أمريكي          | 529              |                                                        |
| الناتج المحلي الإجمالي للفرد دولار أمريكي                 | 1.13 ألف         |                                                        |
| مؤشر التنمية البشرية                                      | 0.416            | 0.914                                                  |
| رمز المكالمات الدولي                                      | +258             | +64                                                    |
| رمز الإنترنت                                              | .mz              | .nz                                                    |
| المنطقة الزمنية                                           | ت ع م+02:00      | ت ع م+13:00، ت ع م+12:00                               |

## منظمات دولية مشتركة
يشترك البلدان في عضوية مجموعة من المنظمات الدولية، منها:
| علم المنظمة | اسم المنظمة                               | تاريخ انضمام موزمبيق | تاريخ انضمام نيوزيلندا |
| ----------- | ----------------------------------------- | -------------------- | ---------------------- |
|             | الاتحاد البريدي العالمي                   | ?                    | ?                      |
|             | مؤسسة التنمية الدولية                     | 24 سبتمبر 1984       | 1 أكتوبر 1974          |
|             | دول الكومنولث                             | 1995                 | ?                      |
|             | منظمة التجارة العالمية                    | ?                    | ?                      |
|             | الأمم المتحدة                             | 16 سبتمبر 1975       | 24 أكتوبر 1945         |
|             | منظمة حظر الأسلحة الكيميائية              | ?                    | ?                      |
|             | وكالة ضمان الاستثمار متعدد الأطراف        | 23 نوفمبر 1994       | 22 أبريل 2008          |
|             | منظمة الشرطة الجنائية الدولية             | ?                    | ?                      |
|             | مؤسسة التمويل الدولية                     | 24 سبتمبر 1984       | 31 أغسطس 1961          |
|             | المنظمة الهيدروغرافية الدولية             | ?                    | ?                      |
|             | الاتحاد الدولي للاتصالات                  | 4 نوفمبر 1975        | 3 يونيو 1878           |
|             | البنك الدولي للإنشاء والتعمير             | 24 سبتمبر 1984       | 31 أغسطس 1961          |
|             | المركز الدولي لتسوية المنازعات الاستشارية | 7 يوليو 1995         | 2 مايو 1980            |
|             | يونسكو                                    | 11 أكتوبر 1976       | 4 نوفمبر 1946          |

## وصلات خارجية
- موقع وزارة الخارجية الموزمبيقية
- موقع وزارة الخارجية النيوزيلندية